# Métiers d'internet
 (juin 2011).

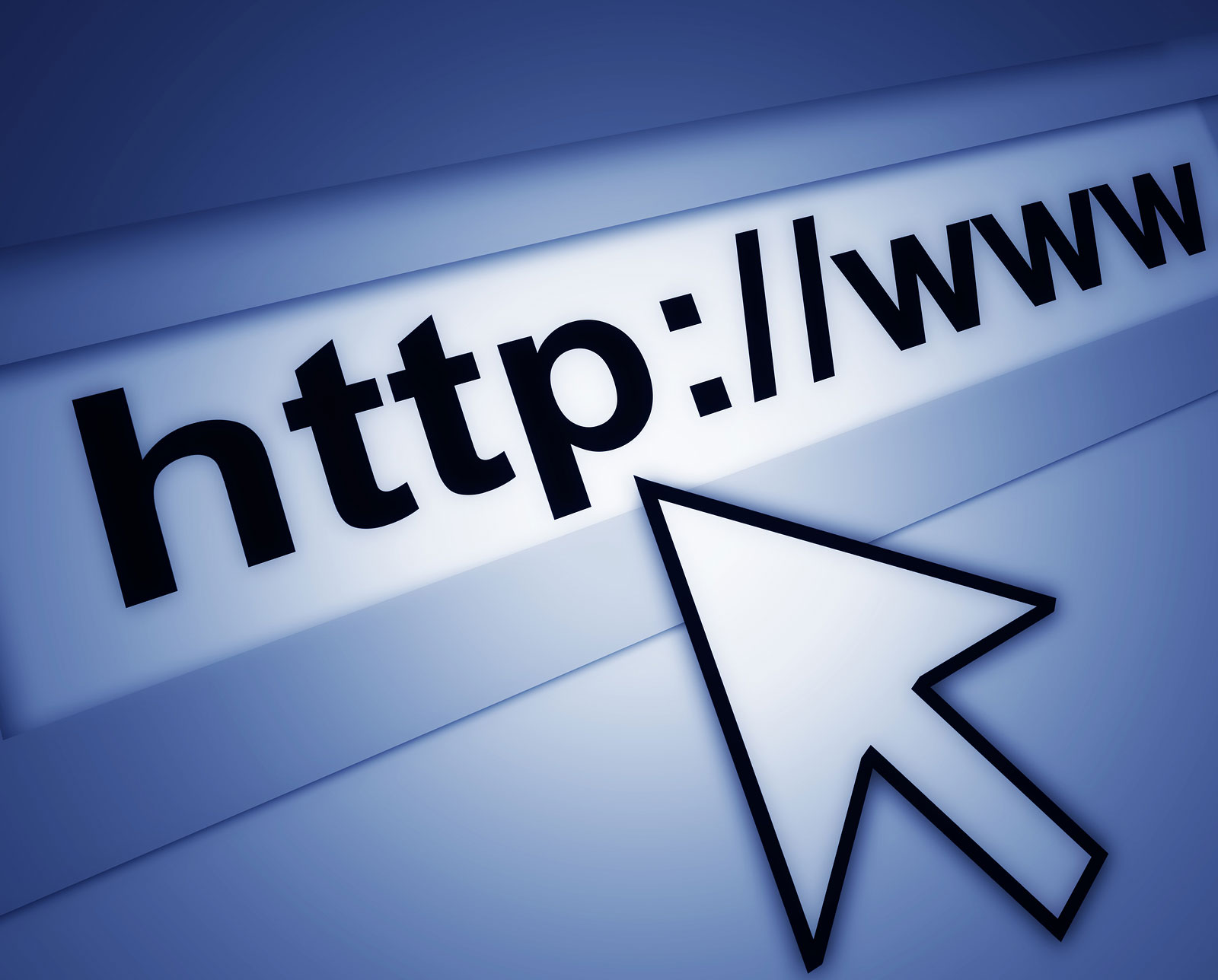
Barre d'adresse web

Les métiers du web sont l'ensemble des métiers ayant pour but le développement et la maintenance de sites web.
La classification des différents métiers du web est changeante selon les études, les pays, les différents auteurs. Ces métiers sont plus des fonctions regroupées en métiers selon l'entreprise, ou l'organisation. Pour plus de facilité on peut regrouper ces métiers en sept familles. 
Ces métiers sont en pleine évolution, tant au niveau des outils techniques, que des missions qui sont attribuées aux professionnels.

## Historique
L'essor des réseaux informatiques interconnectés date de la fin du XXe siècle. Arpanet était un ensemble de réseaux informatiques accessibles par les universités américaines et également utilisé par l'armée. La généralisation du réseau Internet au grand public date du début des années 90. L'utilisation d'un navigateur (le premier navigateur stable, multiplateformes a été créé en 1993 par NCSA Mosaic). À cette époque, le World Wide Web ne comptait qu'environ 200 sites.
L'apparition du navigateur apportait une plus grande facilité d'utilisation et la création de sites en fut fortement facilitée. Au départ les créateurs de sites avaient pour objectif de communiquer plus facilement les résultats de leurs travaux.
Le nombre d'utilisateurs du Web croissant de manière exponentielle, le nombre de sites a cru à la même vitesse, pour arriver actuellement à plusieurs centaines de millions.
Les sites ont d'abord été créés par des non-professionnels, dont la pratique s'est rapidement professionnalisée.

## Les métiers
Le premier métier du web est le webmestre, littéralement le « Maitre du Web », mais il fut d'abord un webdesigner qui conçoit et met en place le site internet dont la gestion est ensuite assurée par le webmestre. Les autres métiers se rajoutant ensuite.
Les métiers du web ont souvent été considérés comme des métiers de l'informatique. Ils migrent maintenant vers des métiers de la communication et du marketing, en utilisant des outils informatiques.
On peut classer ces métiers en 8 familles.

### La gestion de projet
- Chef de projet web : dirige la conception et la réalisation du site
- Architecte de l'information : organise et classifie l'information à publier
- Product Owner: Définit la vision d'un produit numérique et travaille en étroite collaboration avec l'équipe de développement.
- Scrum Master: Facilite l'adoption de la méthodologie Agile au sein d'une équipe de développement.

### Programmation et développement
- Développeur : conçoit et réalise les éléments techniques du site
- Animateur : crée des images animées (2D-3D), des applications flash, ou autres
- Intégrateur : organise et intègre les différentes "briques" du site
- Spécialiste bases de données : conçoit, crée, gère les bases de données du site

### Exploitation
L'équipe d'exploitation est chargée de l'hébergement, de la bonne marche du site web et de ses différents services en termes de disponibilité, de performance, de résilience et de sécurité. Elle est composée de plusieurs équipes :
- Administrateur de réseaux: gère les équipements réseau (câblage, configuration des équipements réseaux, routage)
- Administrateur de système: administre les serveurs qui hébergent les services: couche système d'exploitation et applicative
- Administrateur de stockage: assure la mise à disposition et l'accès aux données selon les besoins et l'usage
- Administrateur de bases de données (Database Administrator ou DBA): assure l'administration des bases de données. Il peut aussi être chargé de la modélisation des données
- Administrateur de sécurité: assure la mise en place de la politique de sécurité. Il est responsable des accès internes et externes (droits applicatifs, flux réseaux), de la sécurité et de l'intégrité des données.
- Prompt engineer : Figure émergente de l'intelligence artificielle, il rédige les instructions (prompts) pour générer du contenu avec des modèles de langage comme ChatGPT.

### Graphisme et webdesign
- Webdesigner : conçoit le site, avec ses différentes parties qui seront réalisées par lui-même ou d'autres intervenants
- Graphiste : conçoit et crée les éléments graphiques
- Illustrateur : crée les parties images du site
- Ergonome : renforce l'accessibilité du site pour des publics particuliers, s'assure que les informations sont facilement accessibles à tous

### Administration
- Webmaster : gère au quotidien le site web et le met à jour. Il est aussi souvent responsable du développement du trafic.

### Gestion de l'information
- Documentaliste : collecte les informations qui seront publiées, il les vérifie et les valide avant publication
- Juriste : vérifie la légalité des informations publiées
- Gestionnaire de contenus : gère le contenu du site
- Journaliste Internet : écrit les textes, en prenant en compte les besoins du référencement moteurs de recherche (SEO)

### Animation
- Animateur de site : gère l'ensemble des contributeurs de contenus du site
- Gestionnaire de communauté : anime la communauté au travers du site, des réseaux sociaux, forums...

### Marketing et promotion
- Référenceur : favorise le référencement naturel du site auprès des moteurs de recherche, il intervient dès la conception du site
- Webmarketeur : élabore et met en place avec les autres acteurs, la stratégie marketing internet du site ou de l'organisation
- Growth Hacker: Utilise des techniques innovantes pour accélérer la croissance d'un produit ou d'un service en ligne
- Data Analyst: Analyse les données pour mesurer la performance d'un site web et optimiser les campagnes marketing.
- Social Media Manager: Gère la présence d'une marque sur les réseaux sociaux.

## Des métiers et des fonctions spécifiques
Les métiers du web ont une particularité importante, c'est que ce qui est présenté ici comme des métiers sont en fait des fonctions. Dans chaque entreprise ou organisation, chaque métier constitue un ensemble de fonctions regroupées pour un même employé. D'une entreprise à l'autre, les différents arrangements peuvent être bien différents, en fonction de la taille, des besoins de l'entreprise ou des compétences de la personne.
Quelle que soit la taille de l'entreprise ou de l'organisation, la quasi-totalité des fonctions présentées ci-dessus seront exercées par une personne ou par l'ensemble de l'équipe.
Les métiers internet, qui étaient exercés il y a quelques années principalement dans des entreprises internet (SSII, agences web, etc.) sont de plus en plus exercées directement dans l'entreprise utilisatrice, soit par des salariés, soit par des intervenants extérieurs.
La majorité des postes ouverts ou en cours d’ouverture sont dans des entreprises de petite taille (souvent moins de 20 salariés). Beaucoup de postes sont exercés en temps partiel, ou avec des employeurs multiples.
Dans des entreprises de plus grande taille, une équipe multidisciplinaire prend en charge le site web. Les sites web étaient il y a quelques années souvent gérés par le secteur informatique, ils sont maintenant gérés le plus souvent par le département communication ou marketing.